# Guadalupe Sabino
Guadalupe Sabino är en ort i Mexiko.   Den ligger i kommunen San Simón Zahuatlán och delstaten Oaxaca, i den sydöstra delen av landet, 210 km sydost om huvudstaden Mexico City. Guadalupe Sabino ligger 1 880 meter över havet och antalet invånare är 202.
Terrängen runt Guadalupe Sabino är huvudsakligen kuperad. Guadalupe Sabino ligger uppe på en höjd. Runt Guadalupe Sabino är det glesbefolkat, med 18 invånare per kvadratkilometer. Närmaste större samhälle är Mariscala de Juárez, 14,7 km väster om Guadalupe Sabino. I omgivningarna runt Guadalupe Sabino växer huvudsakligen savannskog.